# Ϭ
Cette page contient des caractères spéciaux ou non latins. S’ils s’affichent mal (▯, ?, etc.), consultez la page d’aide Unicode.
Ϭ (minuscule : ϭ), appelé qima ou shima, est une lettre de l’alphabet copte utilisée dans l’écriture du copte.

## Représentations informatiques
Le qima peut être représenté à l’aide des caractères Unicode (Grec et copte) suivants :
| lettres   | représentations | chaînes de caractères | points de code | descriptions                 |
| --------- | --------------- | --------------------- | -------------- | ---------------------------- |
| majuscule | Ϭ               | Ϭ                     | U+03EC         | lettre majuscule copte shima |
| minuscule | ϭ               | ϭ                     | U+03ED         | lettre minuscule copte shima |